# Менапасе, Мамерто
Мамерто Менапасе (исп. Mamerto Menapace, 24 января 1942, Malabrigo — 6 июня 2025, Хунин, Буэнос-Айрес) — аргентинский католический монах и писатель.

## Биография
Менапасе родился 24 января 1942 года в семье Антонио и Хосефины; он был девятым из тринадцати братьев и сестёр. В возрасте десяти лет он поступил в бенедиктинский монастырь Санта-Мария-де-лос-Тольдос, основанный в 1948 году, а позднее решил вступить в орден Святого Бенедикта. Он изучал теологию в бенедиктинском монастыре Лас-Кондес в Чили и был рукоположен в сан диакона кардиналом Раулем Сильвой Энрикесом в 1966 году. В том же году он был рукоположен в священники. Он также получил диплом национального учителя в школе, которой руководили Малые братья Марии.
Вернувшись в Аргентину, он навсегда поселился в монастыре Лос-Тольдос в Буэнос-Айресе, где в 1974 году был избран настоятелем своей общины. В том же году он предоставил убежище отцу Карлосу Мухике, которому угрожали различные фракции перонизма, за месяц до его убийства. В августе 1980 года он был канонически возведён в сан настоятеля монастыря (аббата) на церемонии, которую возглавил кардинал Эдуардо Пиронио. Он был настоятелем монастыря Санта-Мария-де-лос-Тольдос в течение двух периодов, с 1980 по 1992 год. В 1995 году он был назначен настоятелем-президентом Бенедиктинской конгрегации, объединяющей монастыри Чили, Парагвая, Уругвая и Аргентины.
С 1976 года он публиковал свои книги в издательстве Editora Patria Grande и приобрёл большую популярность в католической церкви в Аргентине и за рубежом. Он опубликовал более сорока книг на темы, охватывающие широкий спектр тем: от встречи с Богом до возрастания веры. В 1994 году он получил премию Konex Award — Почётный диплом как один из пяти величайших представителей молодёжной литературы.
Он умер 6 июня 2025 года в Хунине в возрасте 83 лет после перевода из монастыря Санта-Мария-де-лос-Тольдос.